# Калленбах, Георг Готфрид
Георг Готфрид Калленбах (нем. Georg Gottfried Kallenbach; 1805—1865) — немецкий искусствовед и историк архитектуры, известный также большим собранием сделанных им самим моделей замечательных строений (в Берлине, в строительной академии).
Его труды: «Альбом средневекового искусства» (нем. «Album mittelalterlicher Kunst»; Мюнхен, 1846), «Средневековая немецкая архитектура в хронологической последовательности» (нем. «Baukunst des deutschen Miltelalters, chronologisch dargestellt»; Мюнхен, 1847); «Архитектура христианских церквей Запада» (нем. «Die christliche Kirchenbaukunst des Abendlandes»; 1850); «Догматическое, литургическое и символическое понимание церковной архитектуры» (нем. «Dogmatisch-liturgisch-symbolische Auffassung der kirchlichen Baukunst»; Галле, 1857) и др.